# Glossaire de la navigation à voile
Ce glossaire de la navigation à voile liste les principaux termes techniques utilisés pour la manœuvre et l'utilisation d'un voilier.
Les différents types de voiles sont décrits, avec des illustrations, dans l'article : Voile.
Pour les termes non spécifiques à la voile : voir l'article glossaire maritime et les expressions de marins.

## Lexique
- Haut – A
- B
- C
- D
- E
- F
- G
- H
- I
- J
- K
- L
- M
- N
- O
- P
- Q
- R
- S
- T
- U
- V
- W
- X
- Y
- Z

### A
- à contre : placement d'une voile ou de la barre dans le sens opposé à une marche normale.
- abattée : mouvement d'un bateau qui abat.
- abattre : éloigner l'axe du bateau du lit du vent. Le contraire est lofer (ou loffer).
- adonner : rotation du vent de l’avant vers l’arrière. Le vent adonne lorsqu’il devient plus favorable pour la route idéale du voilier. Le contraire est refuser.
- aériens : capteurs de données placés en haut du mât. Le capteur girouette mesure la direction du vent. Le capteur anémométrique mesure la vitesse du vent[1].
- aiguilleter :  relier deux objets par un cordage appelé aiguillette[2].
- aulofée : mouvement (spontané) d'un bateau qui lofe. On peut aussi l’écrire oloffée[3].
- affaler :

1. pousser vers la côte, faire échouer[4],
2. descendre une voile, un cordage, un chalut.

- allure : angle d'un bateau par rapport au vent.
- amener: action de descendre une voile ou un pavillon.
- amure : côté du bateau par lequel il reçoit le vent (« bâbord amures », lorsque le vent vient de bâbord ; « tribord amures », lorsque le vent vient de tribord).
- ancre : objet muni de pattes servant à accrocher un navire au fond. (du latin ancora[5])
- ancre à jet : ancre destinée à haler pour faire changer de place le navire, appelée ainsi parce que cette opération se fait en mouillant pour obtenir un point d'appui pour le halage[6]. Il ne faut pas confondre une « ancre à jet » avec une « ancre à jas ».
- ardent : se dit d'un bateau qui a tendance à se rapprocher du lit du vent.
- ariser : prendre un (ou plusieurs) ris dans une voile permettant d'en diminuer la surface.
- artimon : mot désignant sur un bateau à deux mâts (ketch) celui le plus petit et le plus en arrière du bateau, et également le nom de la voile enverguée dessus.
- au vent : portion de l'espace, qui, sur un bateau, se trouve du côté du lit du vent.

### B
- bâbord : le côté gauche d'un bateau lorsqu'on regarde vers l'avant (la proue) (en néerlandais : bakboord).
- balancine : fait partie des manœuvres courantes, cordage partant du haut d'un mât et servant à soutenir la bôme ou une vergue dans sa position au repos, ainsi que lors de la prise de ris sur certains voiliers.
- barber hauler : dispositif permettant de frapper une poulie ou un système à friction, en général ouvrants, dans le but d'éloigner une commande (écoute ou bras de spi par exemple) de l'axe du bateau.
- barre : partie du gouvernail actionnée par le pilote du bateau, manche relié au safran ou roue(s) sur les plus gros bateaux.
- bastaque : élément du gréement dormant d'un voilier, retenant le mât sur l'arrière. Les bastaques vont par paires, une bastaque (éventuellement à plusieurs étages) sur chaque côté, la bastaque au vent est bordée, celle sous le vent est choquée.
- bastingage : garde-fou autour du pont.
- bateau (de l’ancien français batel, diminutif en -el du vieil anglais bāt) : engin flottant transportant un équipage et/ou une cargaison et/ou des passagers.
- big boy : voile d'avant en tissu léger, de type tissu à spinnaker, envoyée sur le bord opposé afin de stabiliser le bateau, dont l'usage a pratiquement disparu.
- bonace : calme plat, absence de vent[7].  Voir pétole.
- bôme : espar horizontal articulé dans l'axe, typiquement pour une grand-voile ou une trinquette. Vient du néerlandais boom (« arbre, mât »).
- bonnette : voile supplémentaire de beau temps que le marin peut établir par exemple à l'extérieur d'une autre voile grâce à des boute-hors sur un gréement à voiles carrées, ou bien sous la bôme de grand-voile, afin d'augmenter la surface aux allures portantes (usage devenu peu courant).
- border : désigne l'action de tirer (une écoute, par exemple).
- bosco :  maître d'équipage sur un navire à voile, de grade supérieur au quartier-maître.
- bosse : cordage ou chaîne. Exemple : bosse de ris permettant de prendre un ris. A engendré le verbe « embosser ».
- bouline :  manœuvre courante servant à orienter la voile de biais pour lui faire prendre le vent de côté[8].
- bout : désigne tout type de cordage sur un navire.
- brigantine :  grande voile carrée du mât d'artimon[9].

- Haut – A
- B
- C
- D
- E
- F
- G
- H
- I
- J
- K
- L
- M
- N
- O
- P
- Q
- R
- S
- T
- U
- V
- W
- X
- Y
- Z

### C
- cabaner : action d'une ancre qui glisse sur le fond sans s'y accrocher.
- cabestan : treuil sur lequel se roule un cordage et que l'on fait tourner avec deux barres [10]. Voir winch ou guindeau.
- cadène : la cadène est une pièce généralement métallique solidaire du pont du navire ou de la coque, sur laquelle sont frappés les câbles tenant le mât.

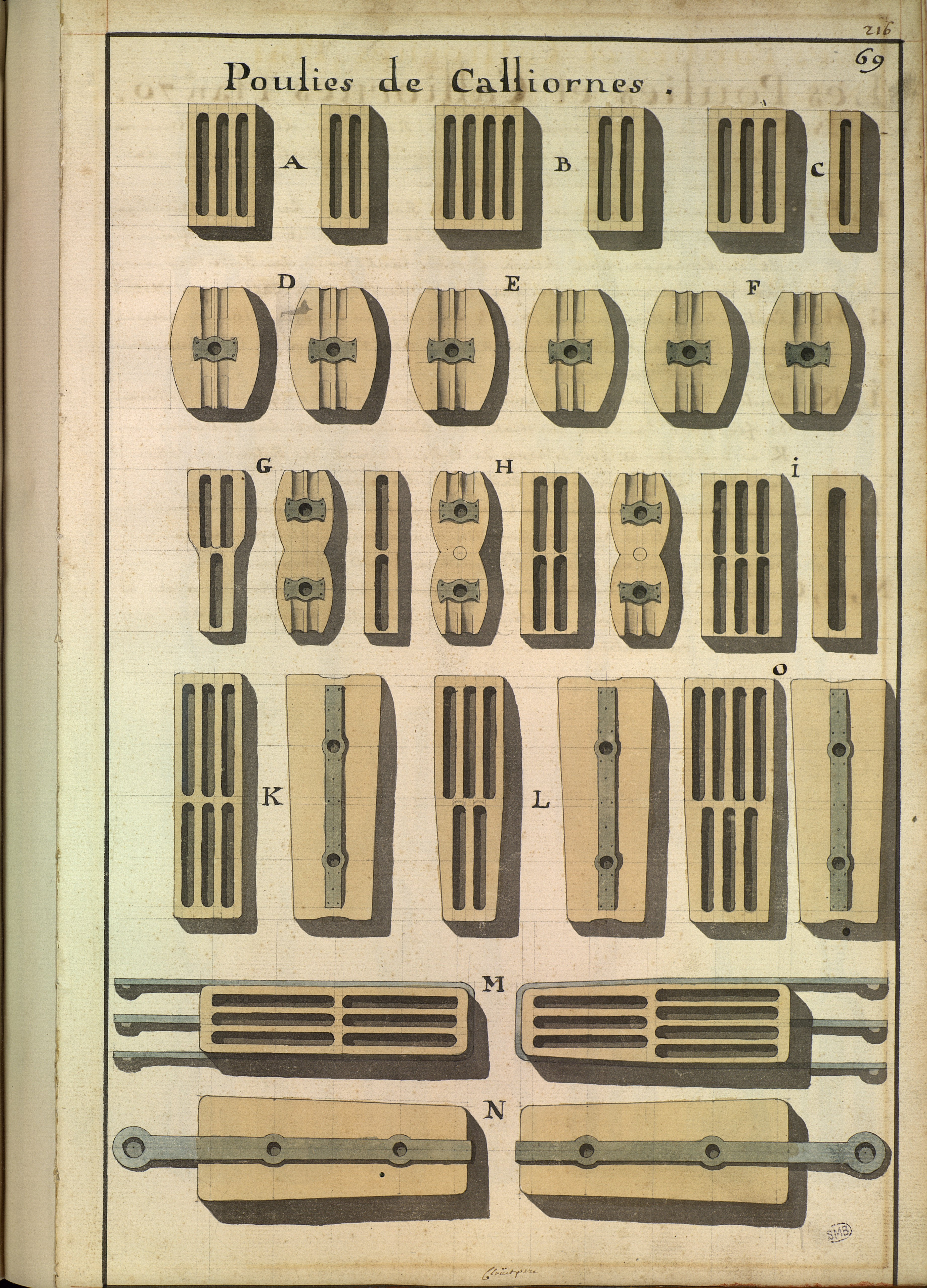
Poulies de caliorne

- caliorne : une caliorne est un assemblage de deux fortes poulies à deux ou trois rouets, dans lesquelles passe un cordage de grosseur proportionnée appelé garant et dont l'une des extrémités fait estrope sur l'une des poulies [11]. La caliorne est plus forte qu'un palan.
- candelette : fort palan servant à lever les moyens fardeaux[12].
- cape : allure utilisée (généralement par vent fort et dans le mauvais temps), pour récupérer un homme à la mer, pour limiter les efforts sur le voilier, pour permettre à l'équipage de se reposer ou pour effectuer des travaux.
- cap de mouton : palan servant à raidir (rider) une manœuvre dormante.
- carène liquide : masse d'eau embarquée à l’intérieur du bateau, qui a tendance, en se déplaçant,  à amplifier la gîte ou l'assiette[13].
- cartahu : cordage volant servant à monter ou à descendre des objets du bord ou des hunes[14].
- chaumard : est une pièce d'accastillage solidaire de l'étrave par laquelle passent les amarres.
- choquer : désigne l'action de relâcher ou détendre (une écoute, par exemple).
- chouque : gros billot de bois, fixé au tenon du sommet d'un mât par une entaille de forme carrée pour emboîter un mât dans un mât supérieur[15].
- corde : terme proscrit du vocabulaire marin, à une seule exception près : la corde de la cloche.
- chandeliers : petits piquets maintenant les filières de sécurité autour du navire.
- congréer : congréer un cordage, c'est le garnir en hélice d'un cordage beaucoup  plus fin, qui, remplissant l'intervalle des torons, rend le premier plus fort et plus uni[16].
- coulisseau : petite pièce en métal ou en plastique cousue sur la grand-voile et coulissant dans la gorge du mât.
- cunningham : sorte de hale-bas agissant sur le point d'amure de la voile afin d'ajuster son creux.
- crocher : (en parlant d'une ancre) se fixer au fond.
- culer : partir en marche arrière.
- cul-de-porc : nœud servant à créer localement une augmentation du diamètre du cordage.

### D
- davier : pièce d'accastillage située à l'avant du bateau par où passe la chaîne d'ancre (voir écubier).
- dérive : partie immergée dépassant de la coque en profondeur, pouvant être relevée, et destinée à s'opposer aux forces transversales générant une dérive (dériveurs, dériveurs lestés, planche à voile, bateaux à quille basculante, voiliers hollandais).
- dessaler : synonyme de chavirer.
- diamant : sur une ancre : croisée de la verge et des pattes[17].
- dogue d'amure :  trou pratiqué dans le plat-bord d'un navire, présentant à son orifice extérieur un masque de chien aboyant et abritant un réa destiné à faciliter la manœuvre de l'amure de la grande voile[18],[19].
- draille : (aussi appelé bas-étai), étai (câble) d'acier renforçant le mât de la mi-hauteur à l'étrave, il sert aussi à établir la trinquette.
- drisse : élément du gréement courant, servant à hisser ou affaler une voile (de l’italien drizza, du verbe drizzare (hisser).)
- drome : ensemble des pièces en bois embarquées comme rechange et liées ensemble sur le pont du navire[20].

- Haut – A
- B
- C
- D
- E
- F
- G
- H
- I
- J
- K
- L
- M
- N
- O
- P
- Q
- R
- S
- T
- U
- V
- W
- X
- Y
- Z

### E
- écoute : bout (cordage) servant à régler l'angle d'une voile par rapport au vent.
- écubier :  conduit cylindrique pratiqué dans la coque d'un bateau servant à faire passer la chaîne de l'ancre. Voir davier.
- empanner : changer d'amure vent arrière. On emploie aussi le terme « virer lof pour lof ».
- élongis : les élongis sont deux barres de chêne, séparées l'une l'autre de toute l'épaisseur du ton du mât[21].
- enfléchure : sert aux matelots comme échelon partout où leur présence est nécessaire[22].
- enfourner : enfoncer la proue et l'avant du pont sous l'eau.
- épissure : procédé pour joindre bout-à-bout deux cordages, ou les extrémités d'un même cordage, d'une manière solide et sans nœuds, ni bourlets[23].
- étai : élément du gréement, soutenant le mât sur l'avant, fait partie des manœuvres dormantes.
- étalingure : brêlage de cordage entre la cale et la chaîne destiné à être coupé en cas d'urgence (« étalingure de cale »). La fixation entre la chaîne et l'ancre s'appelle « étalingure d'ancre »[24].
- étaler : supporter dans des conditions difficiles ; par exemple : un bateau étale une tempête ou un grain.
- étarquer : action de tendre fortement un bout.
- étrave : extrémité avant du voilier, qui fait partie de la proue d'un navire.

### F
- faseyer : en parlant d'une voile orientée dans l'axe du vent, flotter à la manière d'un pavillon[25].
- fuite : allure de sauvegarde au portant pour étaler le mauvais temps.
- foc : voile située en avant du mât (du néerlandais fok  : « misaine. »)
- ferler : plier une voile (ferler la grand-voile sur la bôme).
- frapper : attacher, amarrer un cordage[26].

- Haut – A
- B
- C
- D
- E
- F
- G
- H
- I
- J
- K
- L
- M
- N
- O
- P
- Q
- R
- S
- T
- U
- V
- W
- X
- Y
- Z

### G
- gambeyer : changer une voile d'amure (la faire passer de l'autre côté du mât) sur unn bateau gréé au tiers.
- génois : foc avec un recouvrement important de la grand-voile (point d'écoute en arrière du mât). La taille et le grammage du génois peuvent varier pour un même voilier (code 0, génois lourd, médium, ou léger) ou souvent un modèle unique sur enrouleur (GSE).
- gennaker : voile d'avant intermédiaire entre le génois et le spinnaker asymétrique.
- génopes : amarres qui servent momentanément  pour réunir deux cordages afin de les empêcher de glisser l'un sur l'autre [27].
- gîte : inclinaison latérale du bateau sous l'effet du vent ou d'un mauvais équilibrage des masses embarquées.
- grelin : diminutif de câble[28].
- godille : aviron qui se manipule depuis l'arrière du bateau, en faisant un mouvement en huit. La godille permet à un marin seul de déplacer une embarcation, même assez lourde. Sur un voilier bien équipé, elle peut aussi servir à rentrer au port sans voile ni moteur.
- grain : vent fort à très fort et de courte durée, associé à un changement brusque et important de la direction du vent et souvent accompagné de pluie ou de grêle.
- grand foc : un des focs porté par des voiliers à plusieurs étais.
- grand-voile : voile principale du navire, hissée à l'arrière du grand mât, dont la forme à beaucoup évolué au cours de l'histoire de la voile.
- guidon : pavillon plus court que la flamme, qui sert à identifier le club, le commandant ou le propriétaire ou signaler un départ imminent[29].
- guindeau : treuil, manuel ou électrique, le plus souvent placé sur la plage avant avec un axe horizontal ou vertical, qui permet de manœuvrer la chaîne et les lignes de mouillage.
- guinder : dresser un mât à l'aide d'une guinderesse, qui peut être une drisse ou un palan[30] ;
- guinderesse : gros cordage servant à guinder un mât[31],[32] ;
- gouvernail : dispositif mobile destiné au contrôle directionnel d'un bateau et plus généralement de tout engin se déplaçant sur ou dans l'eau. Du latin gubernaculum lui-même apparenté ou emprunté au grec ancien κυβερνάω / kybernáô, « tenir le gouvernail. »

### H
- hale-bas :  manœuvre courante, le plus souvent un palan, tirant la bôme vers le bas, généralement fixé au pied du mât.  Dans les anciens voiliers se trouvaient aussi des hale-bas sur d’autres voiles[33].
- hauban : élément du gréement dormant d'un voilier, soutenant un mât latéralement. Forme contractée du vieux norrois höfud̄benda composé de höfuð « tête » et de benda « lien ». L'ancien français hobent (entre autres graphies) est conforme à l'étymologie. L'orthographe actuelle Hau- est inspirée par l'adjectif français haut.
- haler : tirer sur.
- hisser : monter une voile, une charge. Du bas allemand hissen d'origine onomatopéique[34].
- hook : crochet qui permet de fixer une voile hissée au point de drisse[35].
- hune : plate-forme reposant sur les barres traversières et sur les pièces de bois supportant les bas-mâts, qui sert à effectuer les manœuvres hautes [36].

- Haut – A
- B
- C
- D
- E
- F
- G
- H
- I
- J
- K
- L
- M
- N
- O
- P
- Q
- R
- S
- T
- U
- V
- W
- X
- Y
- Z

### I
- in-haler : manœuvre permettant de haler le point d'écoute du génois (ou du foc) vers l'intérieur, au moyen d'un anneau fixé sur un cordage et coulissant autour de l'écoute.
- itague : cordage ou filin d'acier sur lequel on agit à l'aide d'un palan, pour déplacer ou soulever un objet fixé à son extrémité[37].

### J
- jas :  barre transversale  sur une ancre, elle a pour but d'assurer que l'ancre croche.
- jottereau : pièce de bois dur ou de tôle, appliquée et chevillée de chaque côté d'un bas-mât pour supporter les élongis[38].

### K
- ketch : voilier à deux mâts, dont le grand mât est situé à l'avant et le plus petit, appelé mât d'artimon, est sur l'arrière du voilier, en avant de la mèche de safran.

### L
- lashing : brêlage.
- Lattes : pièces rigides, enfilées dans des fourreaux pour améliorer le profil d'une voile, le plus souvent une grand-voile, mais cela peut aussi être un foc (on parle de foc latté), une misaine ou une voile d'artimon[39].
- lit du vent : direction d'où vient le vent.
- lofer (ou loffer) : rapprocher l'axe du bateau du lit du vent. Le contraire est abattre (du néerlandais loef).
- louvoyer : action de virer successivement de bord du près au près dans le but de remonter au vent.

- Haut – A
- B
- C
- D
- E
- F
- G
- H
- I
- J
- K
- L
- M
- N
- O
- P
- Q
- R
- S
- T
- U
- V
- W
- X
- Y
- Z

### M
- manœuvre : 
  - action sur la voilure pour changer le mouvement du navire,
  - (par métonymie) cordage servant à la manœuvre.
- marcheur : un navire est un bon (ou mauvais) marcheur, s'il réalise de bonnes (ou mauvaises) performances sur l'eau[40],
- matosser : action de déplacer le matériel du bord (y.c. les voiles) au vent afin d'augmenter le couple de rappel (et la performance du voilier).
- mortaise : vide d'un moufle contenant le réa.
- mou : 
  - se dit d'un bateau qui a tendance à abattre,
  - se dit d'un vent faible,
  - se dit d'une manœuvre qui n'est pas raidie.
- moufle : (« muffula » en latin médiéval) est un dispositif mécanique qui permet le levage d'une charge par plusieurs brins de câble ou filin, afin de démultiplier l'effort de traction.
- moustaches : sortes de haubans, câbles ou chaînes, tenant latéralement le bout-dehors.

### N
- nautique : 
  - (adj.) relatif à la navigation (du grec ancien ναυτικός / nautikós.),
  - (loc. nom.) mille marin.

- nœud :

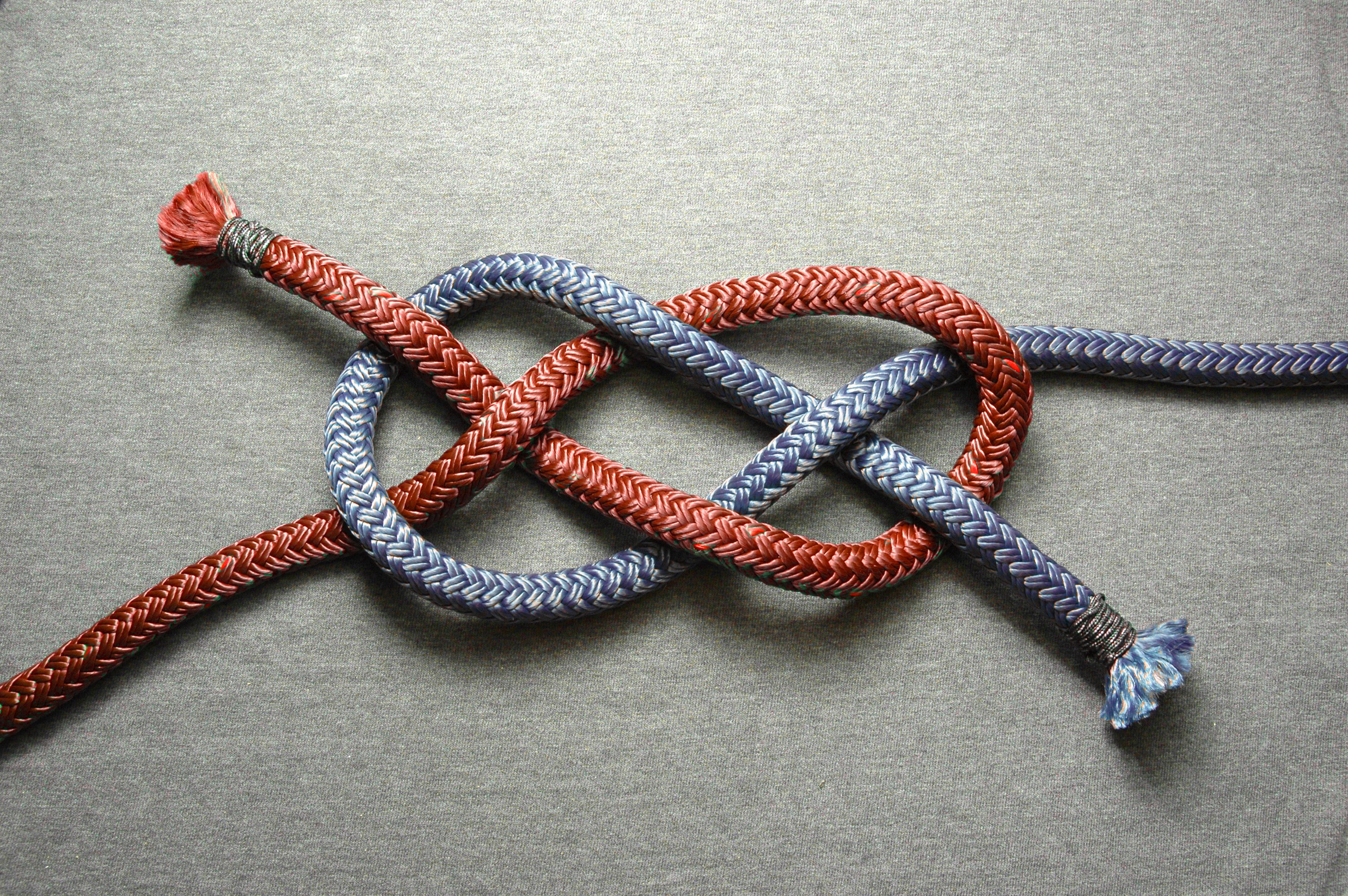
Nœud de Carrick

  - Un nœud est un enlacement ou un entrecroisement serré d’un objet flexible et de forme filaire comme un ruban, un fil ou une corde.
  - Le nœud est une unité de mesure de la vitesse utilisée en navigation maritime (et aérienne). Un nœud correspond à un mille marin par heure, soit 1,852 kilomètre par heure.

### O
- œillet : petit trou en forme d’œil, pratiqué dans une voile, entouré de soie, de fil ou d’un petit cercle de métal ou de matière plastique, et qui sert à passer une écoute.
- orin : bout, généralement attaché au diamant d'une ancre pour la faire décrocher plus facilement au moment de  quitter le mouillage.  L'action de placer un orin sur une ancre au moment de mouiller s'appelle « oringuer » et est très utile si l'on craint que l'ancre ne croche un objet du fond ou une roche.

- Haut – A
- B
- C
- D
- E
- F
- G
- H
- I
- J
- K
- L
- M
- N
- O
- P
- Q
- R
- S
- T
- U
- V
- W
- X
- Y
- Z

### P
- paillet : natte ou garniture en filin qui est parfois appliquée sur les manœuvres dormantes pour les protéger contre les frottements[41],[42].
- palan : cordage monté avec des poulies permettant la multiplication de la force de traction manuelle par le nombre de brains du palan.
- pantoire : voir pendeur.
- pataras : élément du gréement dormant d'un voilier, simple ou double, soutenant le mât (depuis son sommet) sur l'arrière.
- pendeur : cordage à l'extrémité duquel peut être crochée ou aiguilletée une caliorne ou une candelette [43]. Voir pantoire.
- perquer : tangonner, y mettre une perche (une « perque » en normand)[44].
- petit animal à grandes oreilles : animal dont les marins à voile ne prononcent pas le nom, car cela pourrait porter malheur.
- pétole absence de vent, calme plat. Voir bonace.
- point d'amure : point d'une voile fixé dans la partie basse de la voile.
- point de drisse : point d'une voile sur lequel on va attacher la drisse.
- point d'écoute : point d'une voile sur lequel on va attacher l'écoute ou qui se trouve près de celle-ci.
- pont : plate-forme raidie par des éléments de structure longitudinaux et transversaux, généralement placés en dessous, construite pour empêcher l'envahissement de l'eau dans le navire et/ou supporter les charges à transporter ; comparable au plancher ou étage dans un bâtiment.
- poupe : partie arrière d'un bateau (du latin puppis)
- portugaise : amarrage par lequel sont jointes les têtes de deux mâts, afin de servir de point d'appui pour soulever un fardeau[45].
- proue : partie avant d'un bateau (du grec ancien πρῷρα / prôra).
- près : allure permettant le gain au vent.
- près serré : allure à laquelle le bateau remonte le plus au vent (qui n'est pas forcément la plus efficace VMG).
- puits de dérive : logement dans la coque permettant de faire coulisser un plan anti-dérive verticalement en empêchant les entrées d'eau (dériveurs, dériveurs lestés, planche à voile, bateaux à quille basculante).

### Q
- quille (du vieux norrois kilir, pluriel de kjǫlr) : partie sous le bateau faisant office de contre-poids (grâce au lest) et de plan anti-dérive (quille fixe). La quille peut être pivotante latéralement pour augmenter le couple de rappel mini 6.50, 60 pieds IMOCA. Dans ce cas, des dérives sont intégrées au bateau. La quille peut aussi être relevable verticalement sur certains voiliers ou mobile latéralement pour déplacer le lest du bateau au vent et faire contrepoids (quille basculante ou pendulaire).
- quenouillettes : petites barre de fer rondes qui croisent les haubans, à la hauteur où doit se faire le trelinage et qui sont liés entre eux par un bon amarrage en ligne ou en quaranténier[46].
- quête : angle inférieur à 90° formé par le mât et la ligne de flottaison[47]. Dans le plan longitudinal du voilier, c'est l'angle d'inclinaison du mât vers sa poupe (quête positive) ou plus rarement vers la proue (quête négative).
- queue-de-rat : pointe faite dans les cordages afin de les introduire plus facilement dans les poulies[48].

- Haut – A
- B
- C
- D
- E
- F
- G
- H
- I
- J
- K
- L
- M
- N
- O
- P
- Q
- R
- S
- T
- U
- V
- W
- X
- Y
- Z

### R
- rappel : 
  - le rappel est l'action de l'équipage qui se porte au vent pour augmenter le couple de redressement, par exemple en se couchant sur le pont, ou en s'asseyant au vent, les jambes à l'extérieur. Différents moyens peuvent être utilisés pour augmenter encore le rappel (planche, sangle, trapèze). Les règles de course définissent les formes de rappel utilisables.
  - le rappel est une décision du comité de course lors d'une régate qui consiste à annuler un départ fautif et ordonner aux bateaux de revenir en deçà de la ligne de départ
- réa : (mot masculin)  la roue à gorge d'une poulie ; c'est la partie mobile dans laquelle s'enroule le filin.
- refuser : rotation défavorable du vent de l’arrière vers l'avant. Le contraire est adonner.
- resaler : verbe créé à partir de dessaler qui signifie « redresser un voilier dessalé. »
- ridoir : tendeur métallique (généralement à vis), situé à la base des haubans et permettant de régler la tension de celui-ci.
- ris : système pour diminuer la surface d’une voile, par plis (voir prise de ris) (du néerlandais rif).
- rocambeau : pièce mobile coulissant sur le bout'hors sur laquelle on amure le foc (gréements traditionnels) ou le long du mât, pour accrocher la vergue d'une voile au tiers[49].
- rouet : sorte de grosse poulie avec réa et caisse en fer, généralement portée par les mâts de charge [50].
- roulis : mouvement oscillatoire transversal du bateau. Voir aussi tangage.

### S
- safran : partie immergée et pivotante du gouvernail permettant d'orienter le bateau.
- sancir : pour un bateau, chavirer  cul par-dessus tête, la proue s'enfonçant profondément dans l'eau au-delà du point d'équilibre si bien que la coque se retourne complètement. Cela arrive surtout aux multi-coques par fort vent arrière.
- solent : foc étroit sans recouvrement avec la grand-voile.
- spi : diminutif de « spinnaker »
- spinnaker : grande voile creuse, sans guindant, envoyée tout à l'avant du voilier pour augmenter significativement la surface de voilure sous allure portante (terme issu de l’anglais)
- sous-barbe : câble ou chaîne maintenant le bout-dehors ou le mât de beaupré dans l'axe du navire et horizontalement.
- sous le vent : sur un bateau, portion de l'espace se trouvant du côté opposé au lit du vent.
- surjaler : faire un tour de chaîne autour du jas de l'ancre.
- surpatter : faire un tour de chaîne autour d'une patte de l'ancre

- Haut – A
- B
- C
- D
- E
- F
- G
- H
- I
- J
- K
- L
- M
- N
- O
- P
- Q
- R
- S
- T
- U
- V
- W
- X
- Y
- Z

### T
- talonner : un bateau talonne lorsque sa quille touche le fond de la mer.
- tangage : mouvement oscillatoire longitudinal.
- tangon : espar utilisé pour tenir écartée une voile (foc, génois, trinquette, spi).
- tangonner : installer un tangon (voir perquer).
- tillac : pont supérieur entre les gaillards.
- ton : tête du mât recevant hauban et étais[51],[52].
- tonture : courbure longitudinale du pont.
- timon : longue pièce de bois ou de métal servant à actionner directement le gouvernail d'un petit navire (voir barre) (du venetien timon, du latin temo (« poteau, poutre »))
- tourmentin : petit foc très robuste utilisé dans le mauvais temps. Souvent de couleur orange.
- traînards : aussières utilisées en les filant par l'arrière à l'allure de fuite.
- trelinage : assemblage de plusieurs bout de  cordages qui brident les haubans d'un côté à l'autre, à hauteur du bas des jouttereaux[46].
- tribord : le côté droit, en regardant vers l'avant (du norrois : styribord.)
- trinquette : voile établie sur le bas-étai.
- trou du chat : trou rectangulaire ménagé dans la hune pour laisser le passage aux étais, aux haubans et aux gabiers[53].

### U

U : Vous courez vers un danger

U : pavillon du code international représentant la lettre U et signifiant : « vous courez vers un danger ».
- Haut – A
- B
- C
- D
- E
- F
- G
- H
- I
- J
- K
- L
- M
- N
- O
- P
- Q
- R
- S
- T
- U
- V
- W
- X
- Y
- Z

### V
- valture : amarrage pour lier deux pièces de bois[54].
- videlle : terme de voilerie. Reprise à points croisés, dans une voile, pour joindre les lèvres d'une déchirure.
- violons de ris : poulies par lesquelles passent les bosses de ris pour ariser la voilure.
- virer de bord : changement d'amure, en passant face au vent.
- virer le cabestan (ou moins exactement virer au cabestan) : faire tourner le cabestan à l'aide ses barres[55].
- vit-de-mulet : pièce métallique fixant au mât la bôme tout en permettant à celle-ci de pivoter.
- VMG : pour atteindre une route souhaitée, la VMG fait référence à l'optimisation entre la vitesse d'un voilier variable suivant la direction du vent et la distance à parcourir.

### W
- winch : treuil manuel ou électrique pour border des écoutes ou étarquer des drisses (différentes tailles, différents types). De l’anglais winch « treuil ».

### Y
- yawl : voilier à deux mâts dont le plus petit à l'arrière, le tapecul est emplanté derrière la mèche de safran.

### Z

Z

Z : pavillon de règles de régate, quand il est hissé avant le départ, il signifie : « Tout bateau à l'intérieur du triangle entre les extrémités de la ligne de départ et la 1re  marque dans la dernière minute avant le départ recevra une pénalité en point de 20 %. »
- Haut – A
- B
- C
- D
- E
- F
- G
- H
- I
- J
- K
- L
- M
- N
- O
- P
- Q
- R
- S
- T
- U
- V
- W
- X
- Y
- Z